# Archidendron hirsutum
Archidendron hirsutum är en ärtväxtart som beskrevs av Ivan Christian Nielsen. Archidendron hirsutum ingår i släktet Archidendron och familjen ärtväxter. Inga underarter finns listade i Catalogue of Life.